# Starověká literatura

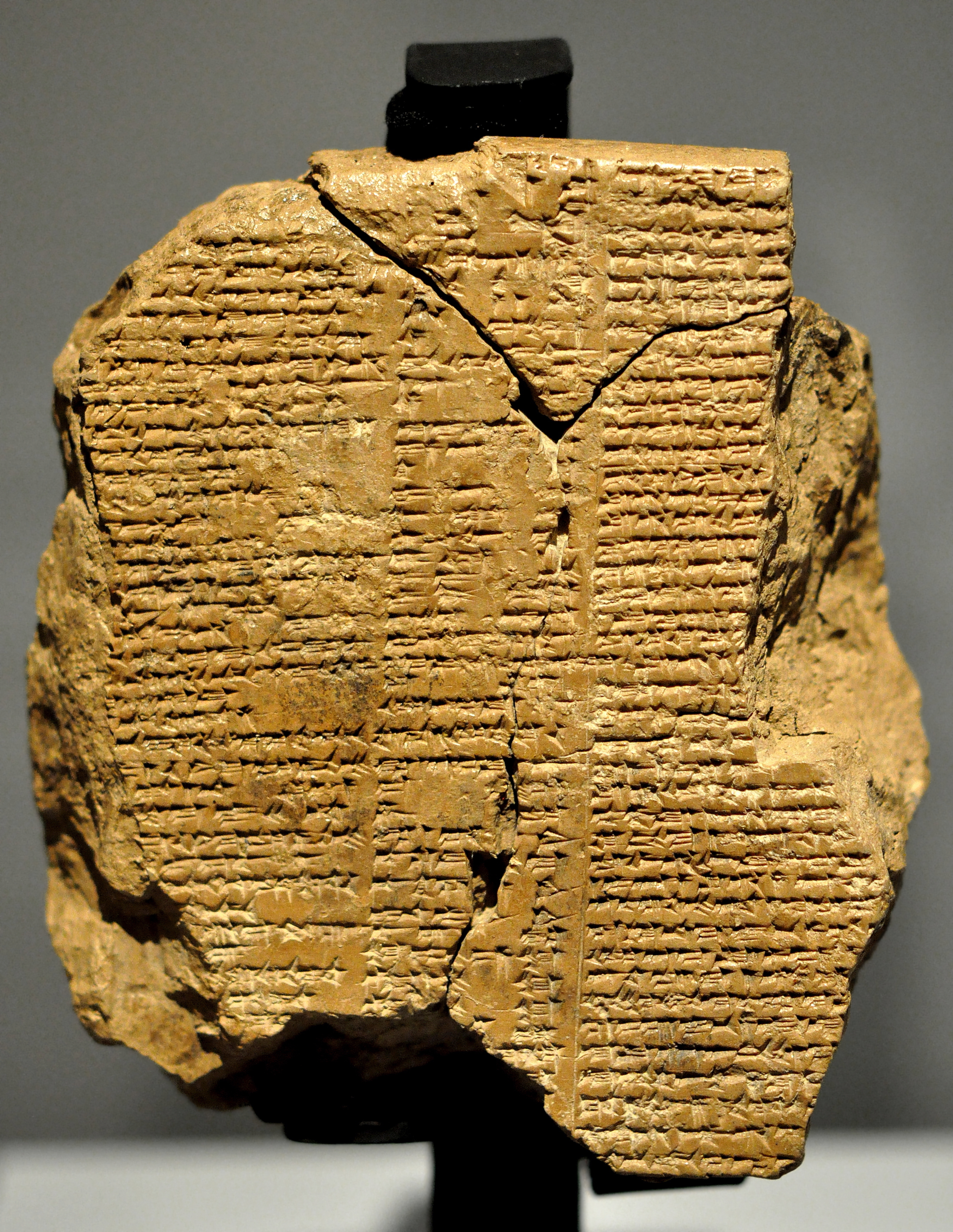
Jedna z tabulek, na nichž je zachycen epos o Gilgamešovi, patřící mezi nejstarší dochované významné literární památky

Starověká literatura je literatura, která vznikla ve starověku, tedy v nejstarších obdobích lidské historie od rozkvětu prvních civilizací ve 3. tisíciletí př. n. l. (Egypt, Mezopotámie) až po zánik klasických říší a nástup středověku přibližně v 5. století n. l. V centru slovesnosti těchto starověkých kultur dlouho stál zakladatelský mýtus vysvětlující vznik a uspořádání světa. K nejstarším památkám patří rovněž hrdinské eposy, vycházející z mytické látky a napomáhající rozvrhovat a udržovat určitý model světa. Písně i vyprávění měly své místo na veřejných shromážděních a napomáhaly zprostředkovat a udržovat společenský řád.
Mnohá významná literární díla zejména ve starších obdobích byla předávána ústně a zapsána byla teprve poté, co dlouho fungovala pouze v orální tradici. S výjimkou indické literatury, kde byl kladen enormní důraz na přesné zapamatování, se přitom ústně předávaná díla mohla v podrobnostech lišit u jednotlivých vypravěčů a jednotlivých jejich přednesů. S vynálezem a rozšířením písma začalo také zaznamenávání literatury, a sice do kamene, na hliněné tabulky, což je charakteristické pro starověkou Mezopotámii, a na svitky papyru, což je typické pro starověkou egyptskou civilizaci, od které tento postup přejali také Řekové a Římané.
Nejstaršími dochovanými starověkými literárními památkami jsou díla starověkých mezopotámských kultur (sumerská a akkadská literatura) a texty staroegyptského písemnictví. Pro evropskou kulturu měly určující význam starověká řecká literatura a starověká římská literatura – jejich znalost zůstávala až do 20. století základem západní vzdělanosti. Četná důležitá díla však vznikala v období starověku také v indické a čínské literatuře. K nejznámějším starověkým textům patří akkadský epos o Gilgamešovi, zpracovávající starší příběhy sumerského krále, starobabylonský, akkadsky psaný kosmogonický mýtus Enúma eliš, staroegyptské texty pyramid, texty rakví a Egyptská kniha mrtvých, staroindické eposy Rámájana a Mahábhárata, staročínská Kniha proměn neboli I-ťing a Kniha písní neboli Š'-ťing, řecké homérské eposy (Ilias a Odysseia), tragédie velkých řeckých dramatiků (Aischylos, Sofokles, Euripidés) a rovněž texty autorů zlatého věku římské literatury (Ovidius, Vergilius, Cicero a další). Neobyčejně významným dílem je také Bible, tvořená Starým zákonem (původně Tanach, židovské náboženské texty) a na něj navazujícím křesťanským Novým zákonem.

## Charakteristika

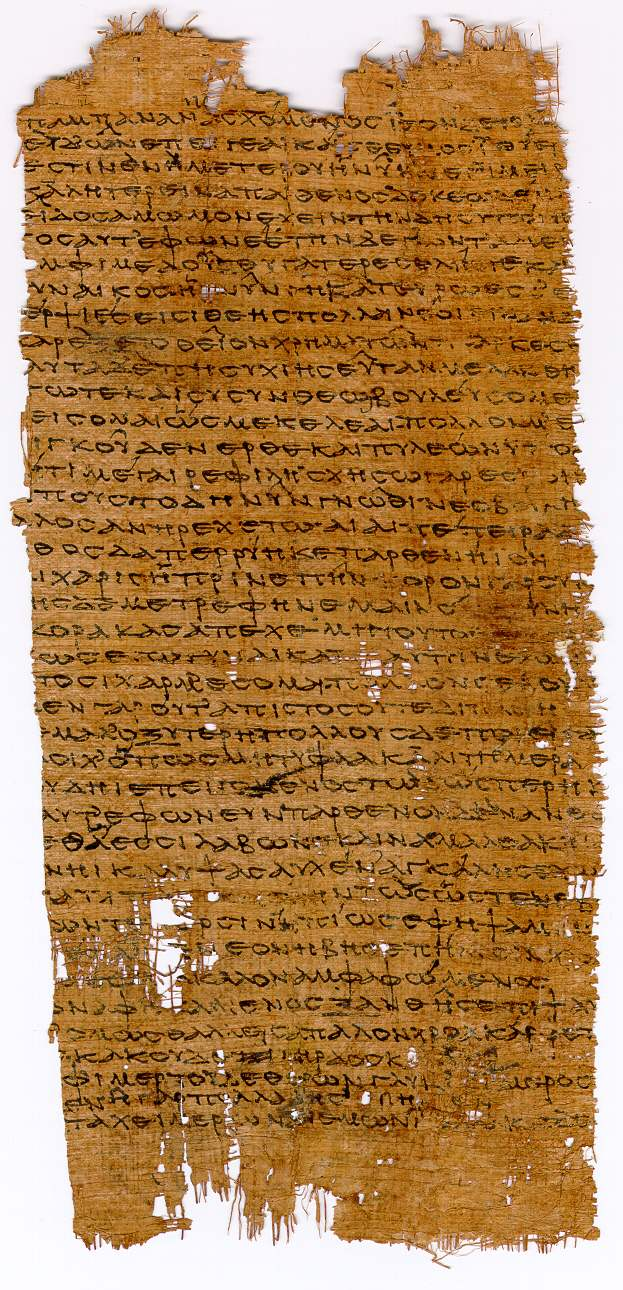
Papyrus z 1. či 2. století s dochovanými verši starověkého řeckého básníka Archilocha

Starověké texty často zprostředkovávaly mýtus, archaickou představu o vzniku a fungování světa – objevoval se mýtus kosmogonický (původ světa), theogonický (původ bohů), etiologický (původ různých dílčích jevů a objektů) a heroický (činy hrdinů zakládajících danou kulturu). Přestože mýty starověkých civilizací byly velmi různorodé, objevovaly se některé prvky rozšířené ve většině světových civilizací, například potopa světa. Většina starověkých civilizací pracovala se svou vlastní variantou zakladatelského mýtu. Ten byl v kultuře přítomen jako ústřední posvátné vyprávění, ale obvykle k němu více či méně zjevně odkazovala také další literární díla. S tím souvisí také společenská úloha literatury. Zpěv písní, vyprávění příběhů a další projevy slovesnosti měly své významné místo na veřejných shromážděních a jejich úlohou bylo udržení stability kultury a zprostředkování společenského řádu. K mytickému vyprávění měl velmi blízko hrdinský epos. Také jeho prostřednictvím byl ustanovován a upevňován model světa vlastní dané kultuře. Nejstarší eposy, takzvaně autentické, ač často obrovského rozsahu, byly obvykle dlouho tradovány ústně a otázka jejich autorství zůstává nejistá. V průběhu starověku ale vznikl také sekundární epos, sestavený již známým autorem a zaznamenaný písemně – typickým příkladem je Vergiliova Aeneis (19 př. n. l.).
Starověká literatura, obzvláště starší, někdy vzdoruje moderním druhovým rozdělením. Například ve starých egyptských textech je obtížné rozlišit poezii od prózy, Egypťané pro tyto žánry neměli žádná označení a pojem, který pro ně užívali, zahrnoval celou beletrii. Zejména archaická starověká díla bývají proto do moderních jazyků překládána různým způsobem, jako poezie nebo jako próza. Zároveň nebyl dlouho vnímán rozdíl mezi fikcí, mytologií, teologií a historií. Kritika mýtu jako pramene poznání a vznik dějepisectví postaveného na důvěryhodných a ověřitelných skutečnostech se pojí teprve s rozvojem klasické řecké vzdělanosti v 6. až 4. století př. n. l. Historik a geograf Hekataios z Milétu byl například znám svou snahou mytická vyprávění racionalizovat a dobrat se skutečných událostí, která k jejich vzniku mohla vést. Kromě mytických příběhů a hrdinských eposů se ve starověké literatuře objevují modlitby, vzývání bohů a jiné náboženské texty, ódy opěvující jednotlivá božstva, panovníky či města, žalozpěvy, milostné texty, satira, naučné a gnómické texty a rovněž pohádky, nejrůznější zábavná a dobrodružná vyprávění a dramata. Většinu těchto žánrů nalezneme již v egyptském písemnictví.

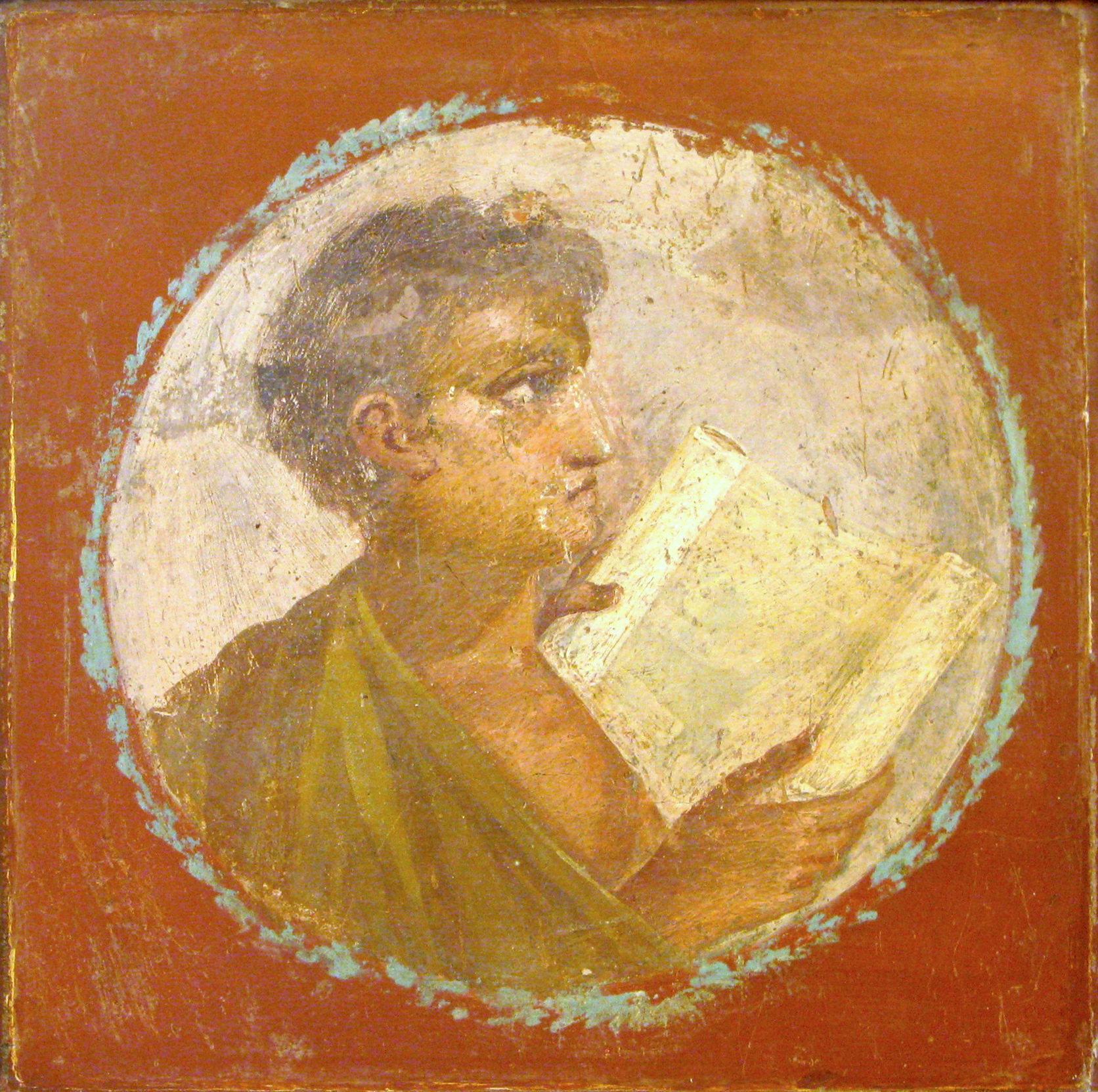
Římský portrét mladíka čtoucího z papyrového svitku, 1. století n. l.

Nejstarší starověké památky byly zpočátku předávány ústně a teprve později zapsány. Starší bádání se domnívalo, že například homérské eposy vznikly jako psaný text, později se však ukázalo, že byly před svým zapsání dlouho, zřejmě několik staletí, předávány orálně. Významným badatelem v této oblasti byl Milman Parry, který přišel s takzvanou formulovou teorií: jednotlivé formule jsou různě dlouhá seskupení slov, která doplňují verše, aby byla dodržena délka epického hexametru. Vypravěči tedy znali přibližně děj eposu a při přednášení podle potřeby vybírali vhodně dlouhou formuli, kterou do verše doplnili. Každý přednes tak byl novým a neopakovatelným dílem. Walter Ong se následně pokusil tuto teorii zobecnit na všechny starověké civilizace. Ongova teorie však není univerzálně platná, neboť indická kultura zacházela s orální tradicí odlišným způsobem – rozsáhlá díla indické literatury byla memorována a recitována doslovně.
Také záznam textů byl výrazně odlišný od moderních způsobů. Pro starověký Egypt bylo typické tesání hieroglyfů do kamene (zejména v hrobkách a chrámech), ale také užívání hliněných tabulek a psaní na keramiku. V období Střední říše (2070–1790 př. n. l.) pak byl vynalezen papyrus a jeho úprava do podoby svitků, obvykle 2–3 metrů dlouhých, ale výjimečně i více než dvacetimetrových. Tento vynález vedl ke značnému usnadnění zápisu literatury, avšak vzhledem ke křehkosti materiálu také k tomu, že se do moderní doby dochoval jen nepatrný zlomek starověkého egyptského písemnictví. V Mezopotámii se užívaly převážně hliněné tabulky, zpočátku malé (4 x 2,5 cm), později rozměrnější (až 32 x 21 cm). Užívaly se však i jiné způsoby záznamu, starobabylonský Chammurapiho zákoník byl vyryt na dioritovou stélu. Řekové a Římané převzali z egyptské kultury papyrusový svitek a teprve na samém sklonku starověku, ve 4. století, se definitivně prosadil kodexový vzhled knihy.

## Starověká literatura podle kultur

### Summerská a akkadská literatura

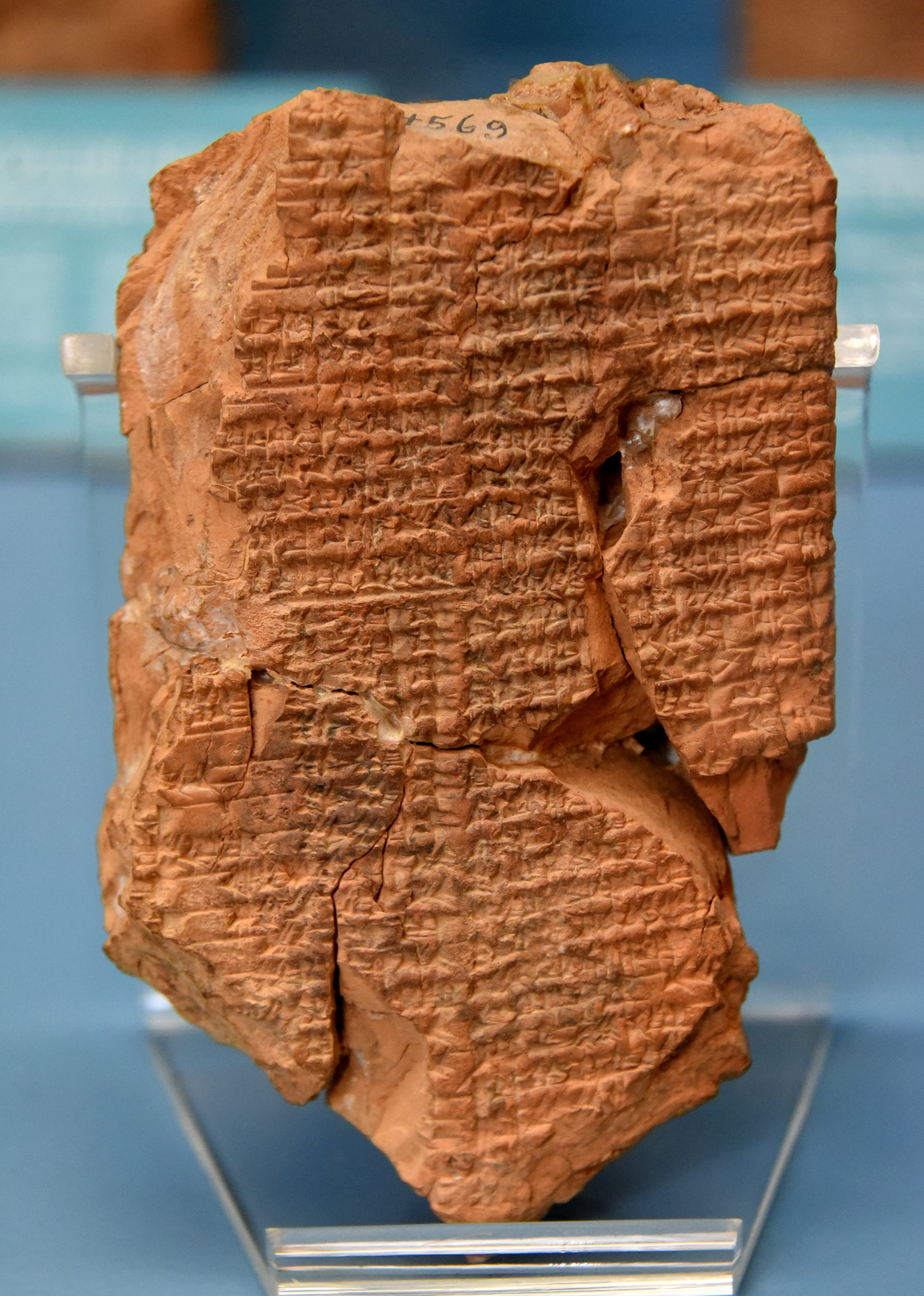
Klínopisná tabulka zachycující mýtus o námluvách bohů Enkimdua a Dumuziho u bohyně Inanny.

Sumer byl jednou z prvních doložených civilizací, která se již kolem roku 4000 př. n. l. začala rozvíjet v oblasti Mezopotámie v podobě městských států jako Ur, Unug (známější jako Uruk) nebo Kiš. Sumeřané užívali klínové písmo a mnoho jejich záznamů se zachovalo na hliněných tabulkách, z nichž všechny dosud nebyly katalogizovány. Akkadská říše vznikla dobytím a sjednocením sumerských měst králem Sargonem kolem roku 2350 př. n. l., ve 2. tisíciletí př. n. l. se pak akkadština používala v Babylonské říši. Akkaďané pokračovali v sumerských kulturních tradicích a většina sumerských památek byla modernímu bádání zprostředkována prostřednictvím akkadských překladů a vysvětlivek.
Významnou součástí sumerského písemnictví jsou epické texty vyprávějící o hrdinech, bozích a králích – tyto tři kategorie protagonistů jsou od sebe prakticky nerozlišitelné. I v případě, že hrdina není přímo bohem, je přinejmenším potomkem bohů, jak je tomu u Lugalbandy či jeho syna Gilgameše. Epická báseň Enmerkar a pán Aratty dochovaná z 21. století př. n. l. vypráví o idealizovaném sumerském městě Unug a o tom, jak prokázalo svou nadřazenost nad městem Aratta díky svému božskému vládci Enmerkarovi. Další epické texty pak popisují činy Enmerkarova potomka Lugalbandy. Nejslavnějším ze sumerských hrdinů je nicméně Lugalbandův syn Gilgameš. Objevuje v pěti epických textech na tabulkách z 21. století př. n. l., například v příběhu Gilgameš, Enkidu a podsvětí, považovaném za nejstarší z nich. Objevuje se v něm mimo jiné popis stvoření světa podle sumerské mytologie. Gilgamešovi později spadnou do podsvětí hračky vyrobené ze dřeva stromu bohyně Inanny. Gilgamešův přítel Enkidu se pro ně vydává, je však zadržen a jeho ducha vysvobodí teprve sluneční bůh Utu. Enkidu pak vypráví Gilgamešovi o těžkostech posmrtného života, jenž je příjemný pouze pro muže, kteří měli mnoho synů.
Gilgameš je také protagonistou proslulého eposu o Gilgamešovi, který na spojením starších příběhů později vznikl a zachoval se na dvanácti tabulích v akkadštině. Finální, kanonická verze pochází přibližně z roku 1200 př. n. l. Epos o Gilgamešovi považován za nejvýznamnější starověkou mezopotámskou literární památku vůbec. Hrdina v něm zvítězí nad obrem Chuvavou a nad nebeským býkem vyslaným zhrzenou bohyní Ištarou. Bohové se však usnesou, že jako trest za pýchu musí zemřít Gilgamešův přítel Enkidu. Gilgameš se obává vlastního skonu a pátrá po nesmrtelnosti, mimo jiné u člověka jménem Utanapištim, jenž přežil potopu světa a jako jediný z lidí spolu se svou chotí nesmrtelnosti dosáhl. Gilgameš sice získá magickou rostlinu, která nesmrtelnost zaručuje, ukáže se však, že nedokáže vzdorovat ani spánku, natožpak smrti, a zatímco spí, bylinu uzme had. Naděje na nesmrtelnost je zmařena, avšak při návratu do svého města Uruku chválí Gilgameš alespoň jeho pevné a věčné hradby.
Mezi další významná díla sumerské literatury patří Inannin sestup do podsvětí. Bohyně stráví v záhrobí šest měsíců a příběh patrně sloužil jako mytické vysvětlení ročních období a životních cyklů rostlin. Inanna jako bohyně plodnosti a lásky vystupuje také v mytických příbězích o milostném spojení se smrtelníkem. V textu Inanna a Šukalletuda je popsáno, jak spící Inannu znásilní zahradnický chlapec Šukalletuda. Bohyně jej pak po probuzení rozlíceně pronásleduje a třikrát sešle na zem mor, aby jej vypátrala. Když jej nakonec dostihne, sděluje mu, že sice zemře, ale bude připomínán v písních. Zachovaly se také rozsáhlé a často přepisované sbírky přísloví. Jedna z nich, která obsahuje přes 300 přísloví, byla ve městě Nippur nalezena více než na 150 různých tabulkách. V Sumeru se rozvíjela rovněž milostná lyrika, za nejstarší dochované dílo je považována Šusínova píseň lásky spojovaná se Šu-sínem, panovníkem 3. urské dynastie ve 21. nebo 20. století př. n. l. Báseň sama je pravděpodobně dílem ženy z Šu-sínova dvora, možná přímo jeho manželky Kubátum.
Mezopotámskou kosmogonii zachycuje akkadsky psaný babylonský mýtus Enúma eliš („Když nahoře“). Nejedná se však o záznam původních sumerských mýtů, neboť dílo bylo sepsáno poměrně pozdě, pravděpodobně až ke konci 2. tisíciletí př. n. l. a obsahuje mnohé prvky ve své době vnímané jako moderní, zejména posílenou úlohu babylonského boha Marduka. Text popisuje vyvýšení Marduka na místo nejvyššího boha poté, co zachránil ostatní bohy před útokem nestvůrné Tiámat (zpodobňující slaný oceán či chaos) a končí vyjmenováním a oslavováním Mardukových padesáti jmen.

### Staroegyptská literatura

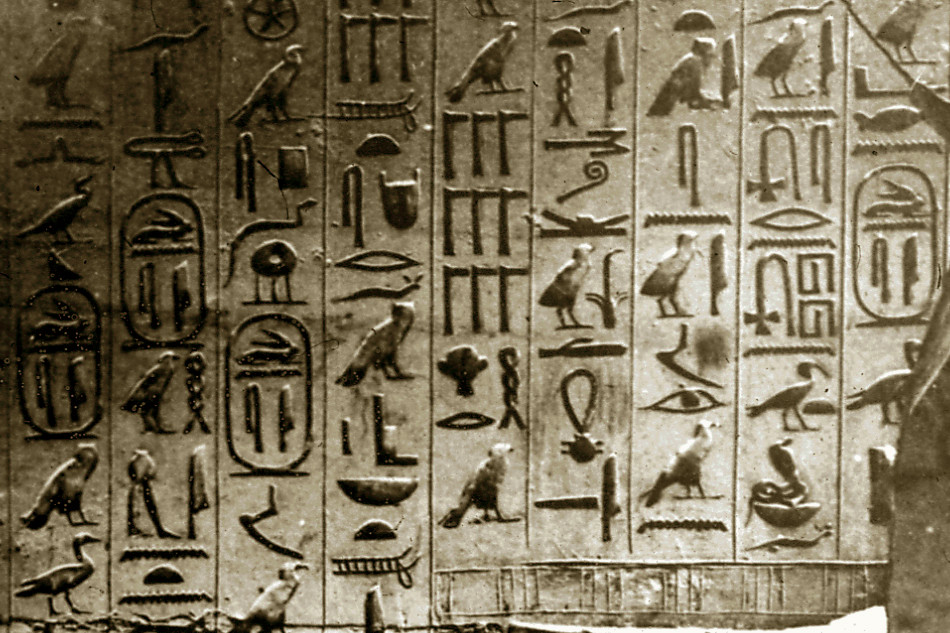
Ukázka jednoho z textů pyramid ve Venisově pyramidě (5. dynastie, Stará říše)

K nejdůležitějším literárním dílům starověké egyptské kultury patřila náboženská díla. K těm lze zařadit zejména takzvané texty pyramid nalezené především v pohřebních komorách panovníků z 5. dynastie (2465–2233 př. n. l.) a 6. dynastie (2323–2150 př. n. l.), tedy v období Staré říše. Jejich úkolem bylo napomoci zemřelému panovníkovi překonat překážky v posmrtném putování a dosáhnout zásvětní blaženosti. Podobnou úlohu měly později, ve Střední říši, texty rakví, zapisované na vnitřní stěny rakví či hrobek, nikoliv již pouze u panovníků, nýbrž u mnoha vysoce postavených osob. Dalším pokračováním této pohřební tradice byla Egyptská kniha mrtvých, která se v různých variantách vkládala k pohřbenému od dob Nové říše. Mezi další významné starověké egyptské náboženské texty z tohoto období patří Kniha bran, hymnus na boha Amona či hymnus na boha Atona.
Mnoho staroegyptských literárních památek z období Nové říše odráží dobové vědecké poznání – lékařské metody jsou například zachyceny na Papyru Edwarda Smithe (chirurgie, Druhá přechodná doba) nebo Ebersově papyru (léčivé rostliny, Nová říše) a dalších. Matematika starověkého Egypta se zachovala na Rhindově papyrus z Druhé přechodné doby, jiné texty odhalují starověkou egyptskou astronomii, geografii, zemědělství nebo zavlažování, jakož i vojenství, záznamy o cestování (například Povídka o Wenamónově cestě do Foinikie z Třetí přechodné doby) či jsou autobiografickými zprávami (jako v případě Povídky o Sinuhetovi, která je ovšem pravděpodobně fiktivní, Střední říše). K fiktivním fantastickým příběhům lze připočítat kupříkladu Pohádku o trosečníku na tajuplném ostrově (Střední říše), Pohádku o dvou bratřích či
Povídku o princi, kterému byl předurčen osud (obě z Nové říše) a četné další. Z básnických textů přežil do moderní doby mimo jiné hymnus na faraona Senusreta III. (Střední říše). Také milostná lyrika se zachovala již od období Střední říše, největšího rozkvětu však dosáhla v pozdním období Nové říše.
Velmi rozšířeným žánrem starověké egyptské literatury byly také didaktické neboli naučné texty, které měly za úkol předávat životní moudrost prostřednictvím instrukcí a maxim. K nejstarším patří Hardžedefovo naučení, Naučení pro Kagemniho a Ptah-hotepovo naučení z dob Staré říše. Z První přechodné doby pochází Naučení pro krále Merikarea, do Nové říše lze zasadit Amennachtovo naučení, takzvaných knih moudrých rad do života však bylo velmi mnoho. Neopominutelnou součástí starověkého egyptského písemnictví byly rovněž právní texty jako Haremhebův edikt (Nová říše) nebo Povinnosti vezíra zachované v hrobce vysoce postaveného úředníka Rechmireho (Nová říše).

### Čínská literatura

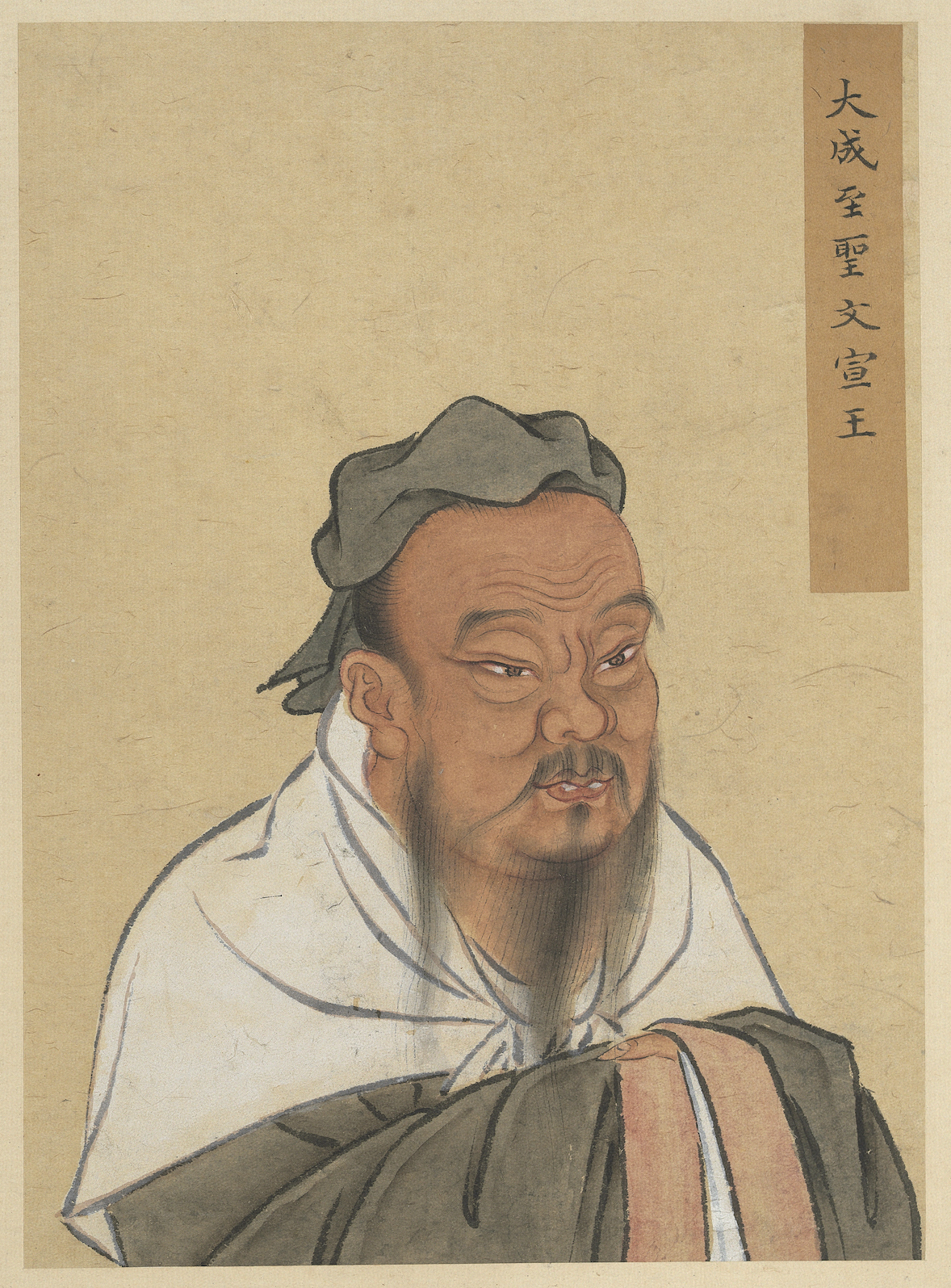
Konfucius, zakladatel konfuciánského myšlení (portrét z doby dynastie Jüan, 1279–1368)

Nejstaršími literárními památkami nalezenými na území Číny jsou věštebné nápisy na kostech a želvích krunýřích, časově zasazované do 13.–11. století př. n. l. (dynastie Šang). Kodifikovanou podobu získala literatura v následujícím období, během raného období vlády dynastie Čou v 11.–6. století př. n. l. Starobylou sbírkou čínské poezie, převážně lyrické, je Š'-ťing (Kniha písní), obsahující kromě nejrůznějších mlostných, svatebních, vojenských a životní peripetie líčících písní také některé starší kultické a mytologické zpěvy. I-ťing (Kniha proměn), původně pocházející z 1. tisíciletí př. n. l. a přepracovaná v 7. století př. n. l., sloužila jako věštební příručka a zásadně ovlivnila čínské metafyzické uvažování. Šu-ťing (Kniha dokumentů, Kniha historie) je tvořena historickými záznamy, panovnickými proslovy a další dokumenty. Nejstarší mýty, pověsti a popis světa jsou obsahem Šan chaj ťing (Kniha hor a moří), inspirační zdroj čínské epiky.
Éra dynastie Západní Čou (771–459 př. n. l.) a následné období válčících států (asi 475–221 př. n. l.) se pojí se zapsáním velkých čínských filosofických konceptů. K nejdůležitějším filosofům patří Konfucius (tvůrce konfucianismu) a Mocius, později pak Lao-c’ (tvůrce taoismu a jeho základní knihy Tao te ťing) a rovněž Čuang-c', druhý z velkých taoistických filosofů. Významným myslitelem byl také Sun-c', autor Umění války. Literatura se rozrostla také o historické texty, zejména kroniku Letopisy jar a podzimů, patrně sestavenou v 5. století př. n. l., a komentáře k nim, například Cuoův komentář. První velkou básnickou individualitou se stal na přelomu 4. a 3. století př. n. l. Čchü Jüan, autor stěžejní básně „Setkání s hořkostí“ (Li sao).
Svého vrcholu dosáhla starověká čínská literatura v době říše Chan (2. století př. n. l. až 2. století n. l.), kdy byly obnoveny a kodifikovány starší texty a rovněž vznikla řada nových. Rozmachu dosáhla zejména historická literatura, v níž se největším autorem stal S'-ma Čchien píšící kolem roku 100 př. n. l. se svými Zápisky historika (Š’-ťi).

### Indická literatura

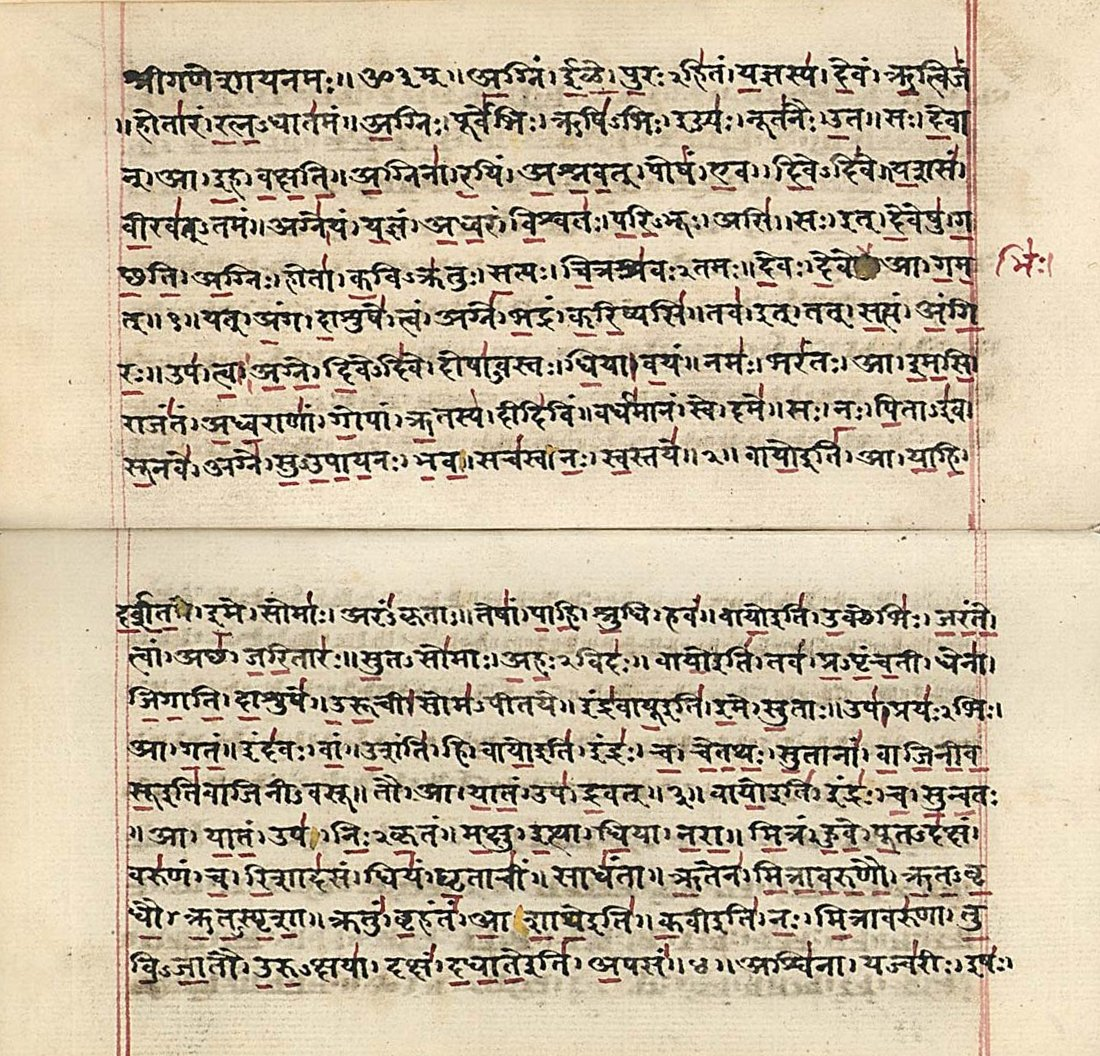
Část Rgvédy, rukopis z 19. století

Nejstaršími písemnými památkami z oblasti dnešní Indie jsou pozůstatky harappské kultury s centry v Harappě a Móhendžódaru v období od poloviny 3. do poloviny 2. tisíciletí př. n. l. – harappské znaky na pečetních destičkách však nebyly rozluštěny. Moderní bádání dokonce pochybuje, zda se skutečně jedná o písmo zachycující jazyk. Od poloviny 2. tisíciletí př. n. l. se rozvíjela védská slovesnost, jejíž hlavní úlohou bylo zachovávavat a poskytovat vědění. Základem véd jsou čtyři rozměrné sbírky, sanhity (též samhity): Rgvéda), Jadžurvéda, Sámavéda a Atharvavéda. K jednotlivým sanhitám se přimykají prozaicky psané bráhmany, složené z popisu provádění oběti a z výkladu a zdůvodnění jednotlivých sanhit a příslušných obřadů. Do textů bráhman jsou zařazeny také takzvané upanišady, určené zasvěcencům a zaobírající se v dialogické formě hlubšími pravdami a základními otázkami existence. Raná indická kultura byla přitom čistě orální – písmo se v Indii začalo pravděpodobně užívat až v období krále Ašóky ve 3. století př. n. l., a to pouze pro zápis prákrtů. K prvnímu soukromému zápisu textu v sanskrtu došlo až na konci 1. století př. n. l.
Neopominutelnou součástí indické literatury jsou buddhistické texty, které zachycují učení Buddhy a které podle tradice začaly být zapisovány krátce po jeho smrti v 5. století př. n. l. Existují různé varianty buddhistického kánonu nazývaného tipitaka, z nichž nejznámější je Pálijský kánon pojmenovaný podle jazyka páli. Dělí se na tři základní souhrny pravidel: Vinajapitaka (koš řádové disciplíny), Suttapitaka (koš pouček) a Abhidhammapitaka (koš víry). Nejpřekládanějším buddhistickým textem je Dhammapada chválící ve 26 básních lidské přednosti a ctnosti. Je součástí suttapitaky, stejně jako džátaky, oblíbené a cenné příběhy z minulých životů Buddhy, když byl ještě bódhisattvou (tím, kdo teprve dosáhne osvícení).

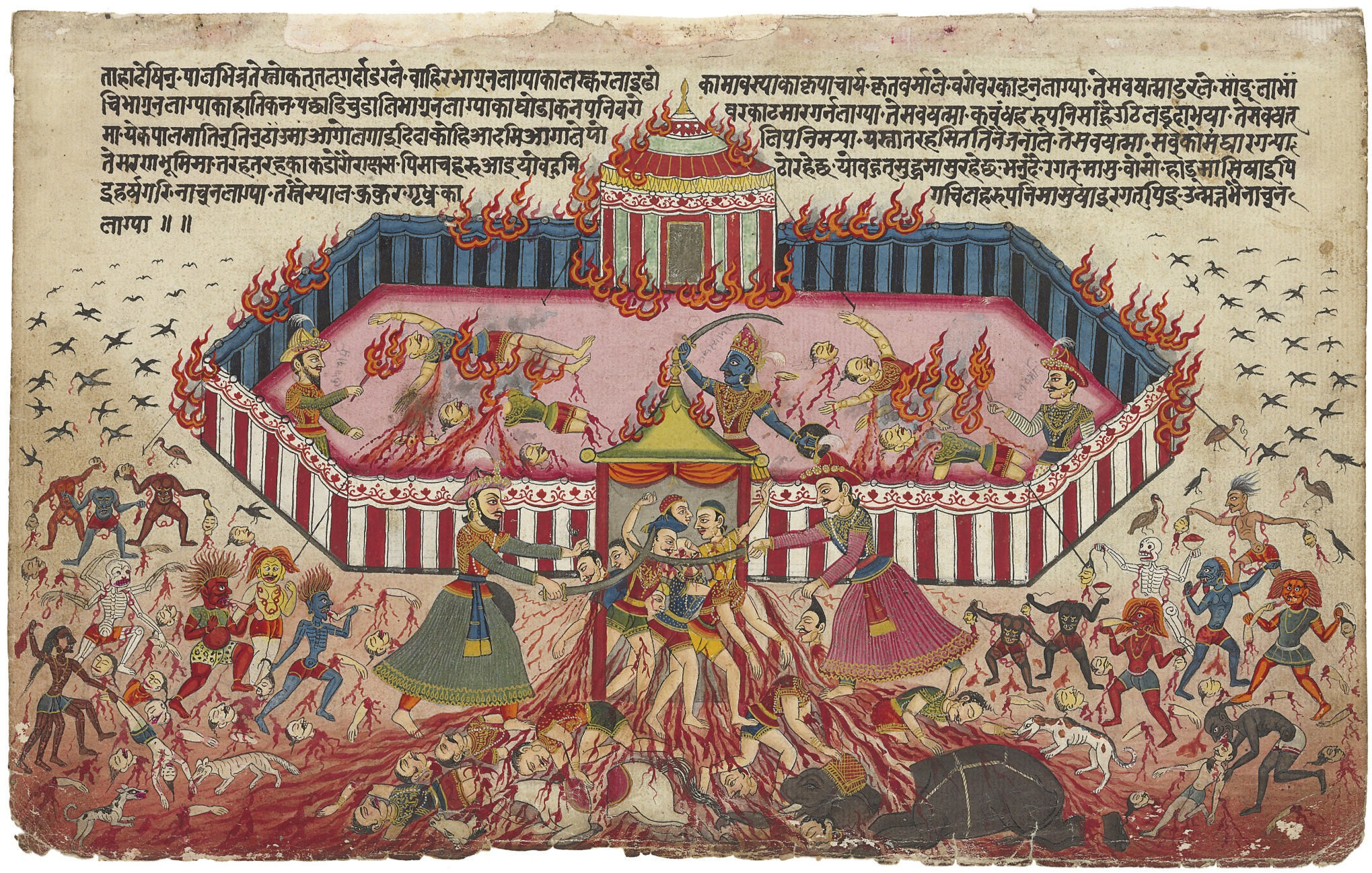
Ilustrace bitevní scény z eposu Mahábhárata, rukopis přibližně z roku 1800

Širokou oblibu si v Indii získaly dva rozsáhlé hrdinské eposy, Mahábhárata a Rámájana, které vznikly postupným spojováním a nabalováním epizodických příběhů přibližně od poloviny 1. tisíciletí př. n. l. Rámájana je starším z obou eposů, kratším (24 000 strof) a ucelenějším, byť i ona obsahuje množství dějových odboček. Vypráví příběh Rámy a jeho manželky Síty. Ráma musí odejít se svou chotí nespravedlivě do vyhnanství, kde je Síta unesena démonem Rávanou na jeho ostrovní sídlo. Konflikt se rozřeší až rozsáhlým válečným tažením, při kterém Rámovi pomůže opičí bůh Hanumán. Aby Síta dokázala, že se svému muži během zajetí nezpronevěřila, podstoupí zkoušku ohněm a vyjde z ní nedotčena. Mahábhárata, velké vyprávění o válce Bharatovců (rozdělených na znepřátelené rody Kuruovců a Pánduovců) čítá plných sto tisíc dvojverší a patří mezi nejrozsáhlejší epická díla na světě. Zahrnuje vložených příběhů a epizod a na mnohé z nich je možné narazit také ve starších dílech indické slovesnosti. Její významnou součástí je také Bhagavadgíta, Píseň Vznešeného, obsahující množství různorodých filosofických myšlenek, přičemž primárně je věnována způsobům, jak dosáhnout osvobození z koloběhu zrození a smrti.
Klasická sanskrtská literatura vyvrcholila v prvním tisíciletí našeho letopočtu na jednu stranu v podobě oficiální a velmi náročné a rafinované kávjové literatury a na druhou stranu v podobě vyprávěcí literatury určené širokým vrstvám. Z vyprávěcí literatury je nutné jmenovat zejména sbírku bajek Paňčatantra, Patero ponaučení, sestavenou mezi 4. a 6. stoletím. Ze staroindického písemnictví právě ona nejvíce ovlivnila evropskou kulturu, neboť právě jejím prostřednictvím vstoupily četné indické motivy do západní středověké literatury. Vyprávěcí literatura čerpala z nedochované sbírky příběhů zvané Velké vyprávění (Brhatkathá) a z mnoha různých zpracování je možné vybrat spis Kathásaritságara, proslulé a rozsáhlé dílo kašmírského básníka Sómadévy překládané jako Oceán z řek příběhů, někdy pouze Oceán příběhů a pocházející z 11. století. Staroindická kultura vytvořila také mnoho významných dramat, z nichž nejslavnějším je patrně Abhidžňánašákuntala (někdy jen Šakuntala). Tato hra, jejímž autorem je Kálidása, staví na příběhu o krasavici Šakuntale, kterou sice pojme za manželku král Dušjanta, ale poté se proviní zanedbáním péče o světce Durvásase. Je proto prokleta tím, že na ni její milý zapomene, a sama navíc ztratí prsten, kterým se mu má připomenout. Teprve po dlouhých peripetiích se dvojice znovu shledá. Kálidása kromě dramat psal také epiku a lyrické básně (například Méghadúta, Oblak poslem lásky) a je považován za jednoho z největších tvůrců kávjové literatury.

### Hebrejská literatura

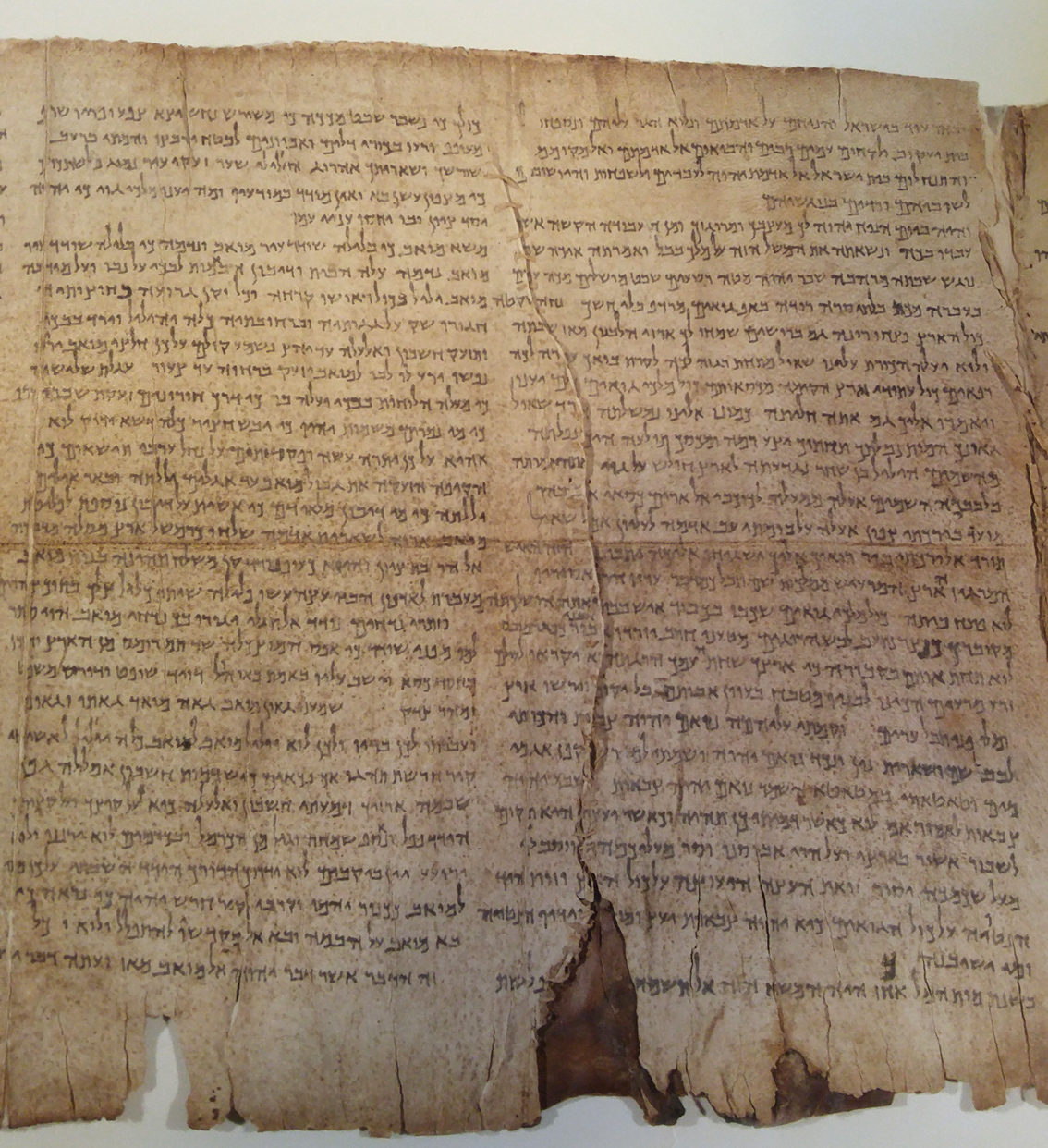
Faksimile jednoho ze svitků od Mrtvého moře ze 4. až 2. století př. n. l., tento obsahuje knihu Izajáš

Nejvýznamnější starověké texty vytvořené židy a napsané hebrejsky a aramejsky se shrnují pod akronym Tanach a dělí se na Tóru (Zákon, Učení), Nevi'im (knihy proroků) a Ktuvim (Spisy). Nejstarší z nich je Tóra, skládající se z takzvaného Pentateuchu (někdy nazývaného Pět knih Mojžíšových: (Genesis, Exodus, Leviticus, Numeri a Deuteronomium), líčících mytické stvoření světa, počátky židovského národa, jeho odchod z egyptského zajetí a náboženská pravidla. Podle tradice byly knihy předány Mojžíšovi na hoře Sinaj, moderní bádání však pracuje s různými možnými hypotézami. Podle Wellhausenovy teorie dokumentů, patrně nejpřijímanější z nich, jde o kompilaci ze čtyř různých zdroj označovaných jako J (Jahvista), E (Elohista), P (autor kněžského kodexu) a D (Deutoronomista). Jehovista pochází asi z 10. století př. n. l. Judského království, Elohista je o něco novější a má původ v severnějším Izraelském království, P je kněžská redakce předchozích dvou zdrojů a D napsal Deuteronomium patrně v 7. století př. n. l.
Druhou třetinou Tanachu jsou Nevi'im, což znamená knihy proroků, byť některé z nich (jako kniha Jozue, kniha Soudců nebo 1. kniha královská a 2. kniha královská) mají spíše historiografickou povahu. Za proroka byl v hebrejské kultuře označován člověk, který předával poselství od Hospodina a často ostře kritizoval nešvary vládce a lidu. Vystoupení těchto proroků jsou popsána například v knihách Izajáš, Jeremjáš a dalších. Ktuvim (Spisy) jsou nejmladší částí Tóry a skládají se z historických textů, poezie, aforismů, apokalyptických a liturgických textů. Obsahují Žalmy, Přísloví, Píseň písní a knihy Jób, Rút, Daniel a další.
Ke starověkým dílům hebrejské kultury patří také Talmud, rozsáhlá kompilace rabínských diskusí nad právními, etickými a alegorickými otázkami. Existují dvě varianty Talmudu, Jeruzalémský talmud (Talmud jerušalmi), dokončený kolem roku 400, a autoritativnější Babylónský talmud (Talmud bavli), dokončený kolem roku 500. Talmud vychází z Mišny, ústní tradice zaznamenané tana'im (tanaitskými rabíny) v prvních dvou stoletích našeho letopočtu. Gemara pak komentuje a rozvádí Mišnu a jejími autory byli Amoraim ve 3. až 5. století.

### Starořecká literatura

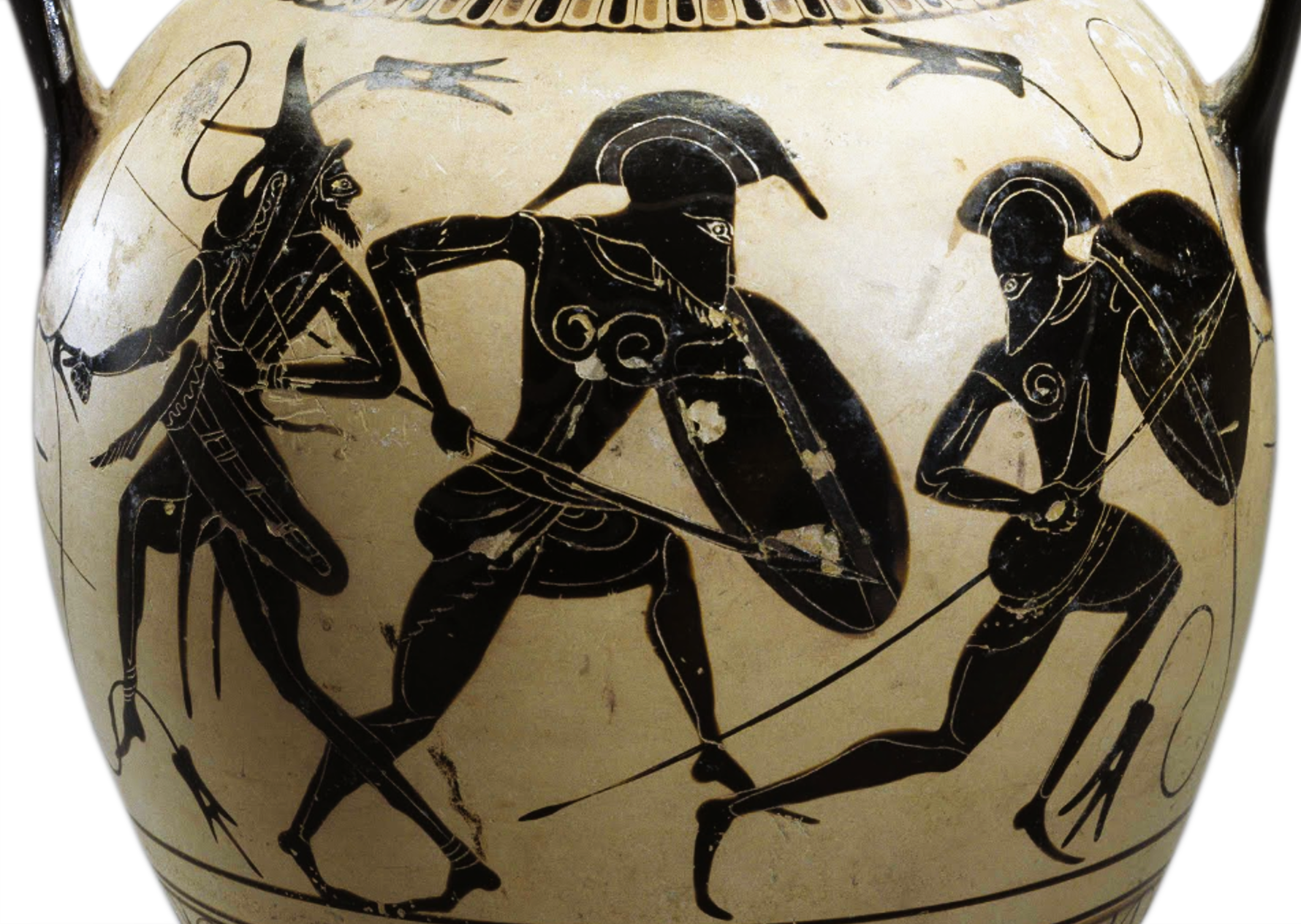
Vyobrazení bitevní scény z homérského eposu Ilias na amfoře pocházející z 6. století př. n. l.

U počátků zaznamenané řecké literatury stojí dva velké hrdinské eposy. Ilias vypráví o válce, kterou vedli Řekové proti Tróji, zejména o sporech v řeckém táboře, jež vedly k neochotě největšího achájského bojovníka Achilla pokračovat v boji a o jeho souboji s trójským hrdinou Hektorem. Námětem eposu Odysseia je pak strastiplný, deset let trvající návrat Odyssea z trójské války a jeho setkávání s rozličnými bájnými tvory – sirénami, kyklopem Polyfémem, nymfou Kalypsó a dalšími. Autorství obou eposů bylo již ve starověku přisuzováno básníku Homérovi. Žil pravděpodobně v 8. století př. n. l., jeho historicita však není doložena. Do archaického období starořecké literatury se řadí také Hésiodos, působící na rozhraní 8. a 7. století př. n. l. a známý svým kosmogonickým dílem O původu bohů (Theogonia), v němž je zachyceno mnohé z řecké mytologie, a naučnou rolnickou básní Práce a dni. Z významných lyrických básníků patří do archaické doby Alkaios, dále pak Anakreón opěvující lásku a opilství (podle čehož vzniklo označení anakreontská poezie) a Sapfó, básnířka z ostrova Lesbos, neobyčejně významná pro žánr milostné poezie.
V attickém období začínajícím v 5. století př. n. l. se do popředí dostalo město Athény a velké oblíbenosti dosáhlo drama. To je spojeno především se třemi velkými tvůrci tragédií. Aischylos, nejstarší z nich, zavedl druhého herce a proslavil se třídílnou Oresteiou, pojednávající o mstě Oresta na své matce za její zavraždění svého otce Agamemnona. Sofoklés prosadil třetího herce a je znám díly jako Antigona, Élektra, a zejména Král Oidipus, tematizující neodvratnost osudu. Dramatik Euripidés se proslavil ponejvíce hrou Médeia, jejímž tématem je msta Médei na Iásónovi, poté, co ji opustí, i když ona pro něj zradila svou rodinu. Starořeckou komedii pak zastupuje především Aristofanés a hry jako Ptáci nebo Žáby. Pro řecké poleis měla přitom divadelní představení mimo řádně důležitou úlohu: sloužila jako oslava dionýsovských svátků a sounáležitosti obce, přičemž herci i členové sboru byli občané města a na jevišti byla zobrazována důležitá soudobá morální a politická témata.
V klasické epoše řecké antiky vzkvétala též historiografie a filosofie – k největším dějepiscům se řadí Hérodotos, autor Dějin, Thúkydidés, známý svým zachycením značné části peloponnéské války, a Xenofón, pisatel díla Anabasis, v němž zachytil osudy výpravy řeckých žoldnéřů do Malé Asie. Starořecká filosofie je spojena s osobností Platóna, autora četných dialogů jako Symposion nebo Ústava, v nichž využil postavu svého učitele Sókrata. K Platónovým žákům patřil Aristotelés, filosof, který značně ovlivnil přírodovědecké a politologické myšlení, jakož i úvahy o literatuře. K jeho nejznámějším dílům patří Poetika či Etika Nikomachova.

### Římská literatura

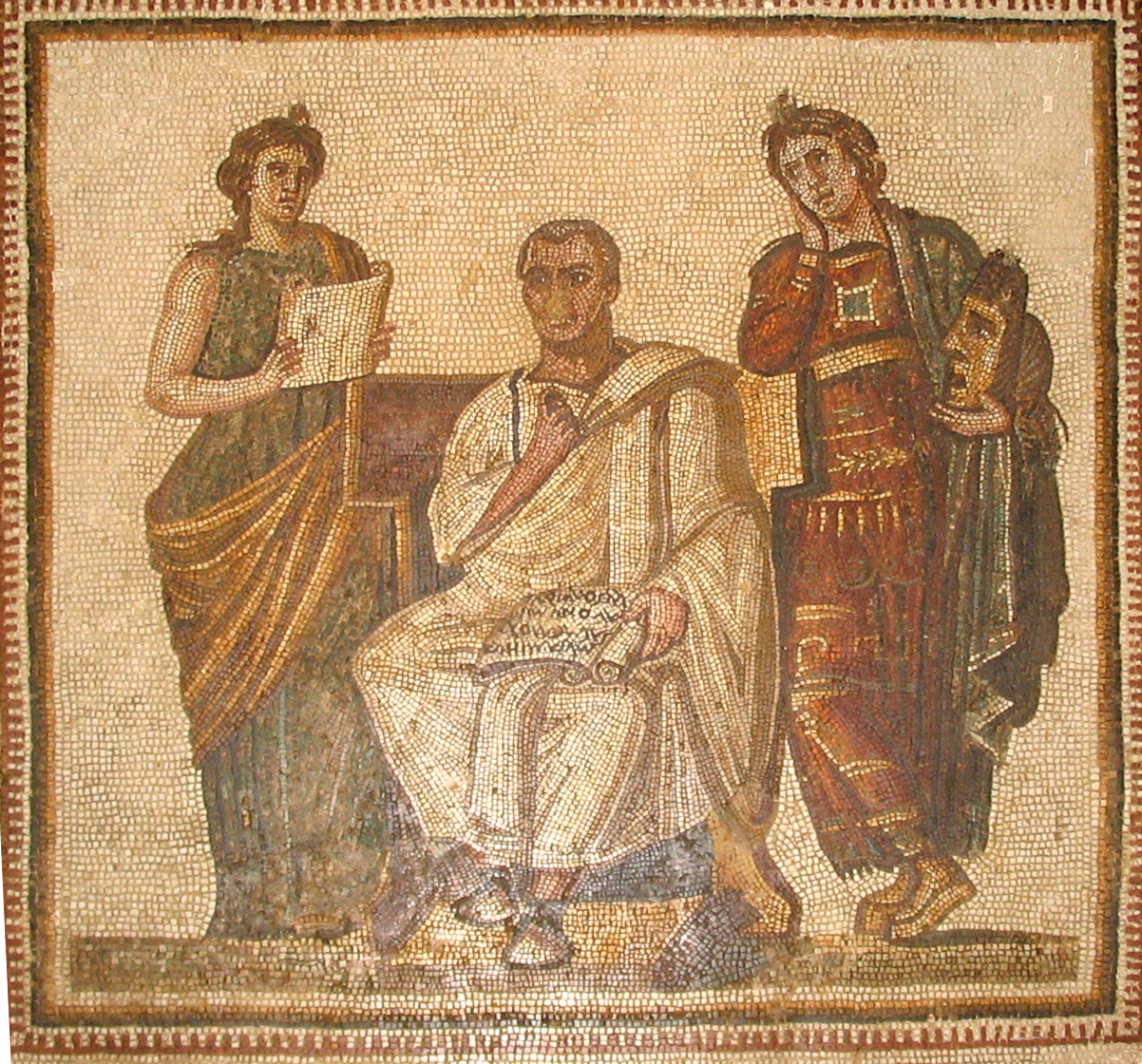
Publius Vergilius Maro, jeden z nejslavnějších římských básníků, na mozaice z 3. století s múzami Kleió a Melpomené

První významné římské literární památky vznikly ve 3. století př. n. l., kdy působil mimo jiné Lucius Livius Andronicus, překladatel Homérovy Odysseii, a básník Gnaeus Naevius. Na jejich tvorbu navázal na přelomu 3. a 2. století př. n. l. Quintus Ennius svým historickým eposem Annales (Anály), věnoval se však také lyrice a satiře a je považován za první velkou římskou literární osobnost. V archaickém období římské literatury hrálo klíčovou roli drama, zejména komediální. Jeho nejdůležitějšími autory se stali Plautus, známý například Komedií o hrnci, a Terentius.
Za zlatý věk římské literatury se označuje Caesarovo a Augustovo období v 1. století př. n. l. Za Caesarova života působili v lyrickém básnictví neoterikové, k nimž patřil zejména Gaius Valerius Catullus, autor milostných veršů a velmi nevybíravých útoků vůči mocným své doby. Titus Lucretius Carus se stal autorem významného didaktického eposu O přírodě a do pozice největší osobnosti řečnictví se prosadil Marcus Tullius Cicero. Samotný Gaius Julius Caesar napsal díla Zápisky o válce galské a Zápisky o válce občanské, ve kterých popsal svá válečná tažení. Po Caesarově smrti skončila římská republika a vládce říše se stal císař Octavianus Augustus. Jeho vláda je spojena s nejvěšími římskými básnickými osobnostmi vůbec. Publius Vergilius Maro sestavil Zpěvy pastýřské (Bucolica), Zpěvy rolnické (Georgica) a zejména epos Aeneis. Ten je obdobou řeckých homérských eposů a vypráví o útěku hrdiny Aenea z dobyté Tróje a jeho založení nového státu v oblasti Latia, čím se stane praotcem Římanů. Vergilius si vydobyl místo nejoblíbenějšího autora latinského středověku, za což vděčil zejména čtvrté ekloze ve Zpěvech pastýřských – pasáž, v níž je s narozením dítěte očekáván nový zlatý věk, chápali křesťanští vykladatelé jako předpověď příchodu Ježíše Krista. Quintus Horatius Flaccus se stal autorem Satir (Saturae), Ód (Carmina) a Listů (Epistulae), především slavné poetiky List Pisonům. Publius Ovidius Naso se proslavil jako autor Proměn, fungujících coby katalog mytologických příběhů a pověstí, a dalších děl jako Listy heroin.
Stříbrný věk římské literatury reprezentují autoři převážně z 1. století našeho letopočtu, tedy z raného císařství po smrti Augustově. Největšího věhlasu dosáhl Petronius, autor jen zčásti dochovaného románu Satirikon, a rovněž stoický filosof Seneca a satirikové Persius a Juvenalis. Plinius Starší položil v této době základy přírodovědných zkoumání rozsáhlou encyklopedií Naturalis historia, zatímco historiografií se zaobírali zejména Tacitus a Suetonius.
Kompletně zachovalým latinským románem z období starověku je pouze Zlatý osel z 2. století, původně nazývaný Metamorfózy. Významným dílem jsou také úvahy stoického císaře Marca Aurelia, takzvané Hovory k sobě, psané ovšem řecky. V pozdním císařství pak došlo ke vzestupu křesťanské literatury, důležití jsou zejména církevní otcové jako svatý Augustin (Augustinus) nebo svatý Jeroným (Hieronymus).

### Raněkřesťanská literatura
V podobě takzvaného Starého zákona se stal Tanach součástí křesťanství. Nový zákon byl napsán řecky, pochází z 1.–2. století n. l. a skládá se především ze čtyř evangelií, vyprávění o životě, ukřižování a zmrtvýchvstání Ježíše Krista. Tři takzvaná synoptická evangelia (Marek, Matouš, Lukáš) jsou ranější a předpokládá se, že byla zapsána na konci 1. století, Janovo evangelium pochází z první poloviny 2. století. Kromě toho obsahuje Nový zákon také epištoly (apoštolské dopisy, zejména Pavlovy epištoly), Skutky apoštolů a Zjevení Janovo. Pro texty, které do finální křesťanské redakce bible nebyly zařazeny (například Tomášovo evangelium, se užívá pojmu apokryfy.
K raněkřesťanské literatuře se přiřazují též díla antických křesťanských myslitelů, píšících již povětšinou latinsky. K prvním stoletím vývoje křesťanského myšlení patří aktivita takzvaných apologetů, z nichž nejvýznamnějším byl Tertullianus, působící na přelomu 2. a 3. století. Za vrchol antické křesťanské literatury jsou pak považováni církevní otcové v období patristiky. Mezi důležité autory se v této době zařadili svatý Ambrož, svatý Jeroným, významný svým překladem bible do latiny, a zejména svatý Augustin, myslitel, jenž na pomezí 4. a 5. století ovlivnil další křesťanskou tradici díly jako O Boží obci a Vyznání.